# 13897 Vesuvius
För andra betydelser, se Vesuvius (olika betydelser).
13897 Vesuvius eller 4216 T-2 är en asteroid i huvudbältet som upptäcktes den 29 september 1973 av den nederländsk-amerikanske astronomen Tom Gehrels och det nederländska astronomparet Ingrid van Houten-Groeneveld och Cornelis Johannes van Houten vid Palomarobservatoriet. Den är uppkallad efter vulkanen Vesuvius i Italien.
Asteroiden har en diameter på ungefär 15 kilometer och den tillhör asteroidgruppen Hilda.